# Chūshal
Chūshal (persiska: چوشل) är en ort i Iran.   Den ligger i provinsen Gilan, i den norra delen av landet, 210 km nordväst om huvudstaden Teheran. Chūshal ligger 155 meter över havet och antalet invånare är 179.
Terrängen runt Chūshal är kuperad söderut, men norrut är den platt.Runt Chūshal är det ganska tätbefolkat, med 155 invånare per kvadratkilometer. Närmaste större samhälle är Lāhījān, 10,7 km nordost om Chūshal. I omgivningarna runt Chūshal växer i huvudsak blandskog.